# فيليب ماريانوفيتش
فيليب ماريانوفيتش مواليد 10 فبراير 1989 في بلغراد، هو لاعب كرة يد صربي يلعب كجناح أيسر. يلعب حاليا مع بوليتخنيكا تيميشوارا ويحمل الرقم 17. مثل منتخب صربيا لكرة اليد.

## سجل المنافسة
شارك في البطولات التالية:
- بطولة أوروبا لكرة اليد للرجال 2016

## روابط خارجية
- فيليب ماريانوفيتش على موقع الاتحاد الأوروبي لكرة اليد (الإنجليزية)
- فيليب ماريانوفيتش على موقع اللجنة الأولمبية الصربية (الصربية)